# Museo de Historia Natural de Río Seco
El Museo de Historia Natural de Río Seco es un museo de historia natural emplazado en los antiguos galpones del frigorífico de Río Seco, al norte de la ciudad de Punta Arenas, Chile.
El proyecto comenzó en el año 2013, cuando los hermanos Benjamín y Miguel Cáceres (biólogo marino y artista visual respectivamente), comienzan la colección sin contar con un espacio físico para su instalación.
En agosto del 2014 el proyecto se consolidó, al conformarse la  “Asociación de Investigadores del Museo de Historia Natural Río Seco” (AIMHNRS), la que cuenta con directorio vigente y 27 socios fundadores. 